# Tahar Chérif El-Ouazzani
Pour les articles homonymes, voir Chérif El-Ouazzani et Ouazzani.
 (août 2018).
Si vous disposez d'ouvrages ou d'articles de référence ou si vous connaissez des sites web de qualité traitant du thème abordé ici, merci de compléter l'article en donnant les références utiles à sa vérifiabilité et en les liant à la section « Notes et références ».
Si Tahar Chérif El-Ouazzani, né le 7 octobre 1966 à Oran, est un footballeur international algérien, devenu entraîneur. 
Il compte 54 sélections en équipe nationale entre 1984 et 1996.

## Biographie
Si Tahar est le frère aîné d'Abdennour Chérif El-Ouazzani et le père de Hichem Chérif El-Ouazzani.
Avec l'équipe d'Algérie, il participe à trois Coupes d'Afrique des nations, en 1990, 1992 et enfin 1996. Lors de l'édition 1990, il joue cinq matchs. L'Algérie remporte le tournoi en battant le Nigeria en finale.

## Statistiques détaillées
Mis à jour le fin 2017-18
| Saison    | Club          | Championnat | Championnat | Championnat | Championnat | Championnat | Coupes nationales | Coupes nationales | Coupes nationales | Coupes nationales | Coupes continentales | Coupes continentales | Coupes continentales | Coupes continentales | Coupes continentales | Total  | Total | Total | Total |
| Saison    | Club          | Division    | Matchs      | V           | N           | D           | Matchs            | V                 | N                 | D                 | Type                 | Matchs               | V                    | N                    | D                    | Matchs | V     | N     | D     |
| --------- | ------------- | ----------- | ----------- | ----------- | ----------- | ----------- | ----------------- | ----------------- | ----------------- | ----------------- | -------------------- | -------------------- | -------------------- | -------------------- | -------------------- | ------ | ----- | ----- | ----- |
| 2016-2017 | USM Bel Abbès | Ligue 1     | 30          | 14          | 6           | 10          | 5                 | 3                 | 2                 | 0                 |                      |                      |                      |                      |                      | 35     | 17    | 8     | 10    |
| 2017-2018 | USM Bel Abbès | Ligue 1     | 30          | 12          | 7           | 11          | 6                 | 5                 | 1                 | 0                 |                      |                      |                      |                      |                      | 25     | 11    | 6     | 8     |
| Total     | Total         | Total       | 60          | 26          | 13          | 21          | 11                | 8                 | 3                 | 0                 |                      |                      |                      |                      |                      | 71     | 34    | 16    | 21    |
| 2018-2019 | CR Belouizdad | Ligue 1     | -           | -           | -           | -           | -                 | -                 | -                 | --                |                      |                      |                      |                      |                      | -      | -     | -     | -     |
| Total     | Total         | Total       | -           | -           | -           | -           | -                 | -                 | -                 | -                 |                      |                      |                      |                      |                      | -      | -     | -     | -     |

## Sélections
- 54 sélections avec l'équipe d'Algérie de 1984 à 1996.

## Palmarès

### Palmarès de joueur

#### En club
- Champion d'Algérie en 1988 et 1993 avec le MC Oran
- Vice-champion d'Algérie en 1987, 1990, 1996, 1997 et 2000 avec le MC Oran
- Vainqueur de la Coupe d'Algérie en 1984, 1985 et 1996 avec le MC Oran
- Finaliste de la Coupe d'Algérie en 1998 et 2002 avec le MC Oran
- Vainqueur de la Coupe de la Ligue d'Algérie en 1996 avec le MC Oran
- Finaliste de la Coupe de la Ligue d'Algérie en 2000 avec le MC Oran
- Finaliste de la Supercoupe d'Algérie en 1992  avec le MC Oran
- Finaliste de la Coupe des clubs champions africains en 1989 avec le MC Oran
- Finaliste de la Ligue des champions arabes en 2001 avec le MC Oran
- Vainqueur de la Coupe arabe des vainqueurs de coupe en 1997 et 1998 avec le MC Oran
- Vainqueur de la Supercoupe arabe en 1999 avec le MC Oran

#### En sélection
- Vainqueur de la Coupe d'Afrique des nations en 1990
- Vainqueur de la Coupe afro-asiatique des nations en 1991
- Troisième aux Jeux panarabes 1985

#### Distinctions personnelles
- Membre de l'équipe type de la Coupe d'Afrique des nations : 1990
- Meilleur joueur du championnat d'Algérie : 1990
- Élu 2e meilleur joueur africain en 1990
- Élu 2e meilleur joueur de la Coupe d'Afrique des nations 1990 en Algérie

### Palmarès d'entraîneur
- Vainqueur de la Coupe d'Algérie 2018 avec l'USM Bel Abbès